# Hubie Crawford
Hubie J. Crawford Jr. (* um 1945; † 30. Oktober 2007) war ein US-amerikanischer Bassist (E-Bass, Kontrabass) und Mundharmonika-Spieler, der in der Musikszene von Detroit aktiv war.
Hubie Crawford spielte ab Mitte der 1970er-Jahre in der Band von Earl Klugh und wirkte bei mehreren Aufnahmesessions Klughs mit. Daneben arbeitete Crawford auch mit Mel Tormé, Mose Allison, Kenny Burrell, Herb Ellis und Marlena Shaw.